# Kulturno umetniško društvo Apokalipsa
KUD Apokalipsa (ustanovljena 1993) je slovenska založba. Z izhajanjem je pričela leta 1994, njen ustanovitelj in odgovorni urednik je filozof in pesnik Primož Repar. Leta 1994 je začela z izdajanjem revije Apokalipsa (od 2002 mesečnik), leta 1995 pa knjižni program. V ospredju je združenje žive kulture, saj gre za neformalno skupino sodelavcev – pesnikov, filozofov, esejistov, znanstvenikov, pisateljev, umetnikov, slikarjev in drugih. 

## Zbirke
Založba ima različne zbirke, Apokalipsa, Aurora, Aut, Fraktal, Haiku, Haiku strip, Strip, Pretoki, Posebne izdaje.   
Zbirka Apokalipsa želi bralcu približati literaturo, ki ni del prevladujočih poetik. Tudi druge knjižne zbirke odpirajo prostor razlike, izmenjave, občevanja, mednarodnih izmenjav, in večjezičnih izdaj (npr. antologiji slovenskega haiku poezije Ribnik tišine v 12 jezikih, Breskvini popki v 6 jezikih ali antologija višegrajskega haiku Razsipane jagode v 5 jezikih).    
V zbirki AUT so izšla med drugim tudi številna dela Paula Ricoeurja in Soerena Kierkegaarda, pa tudi Jacquesa Derridaja, Hannah Arendt in Béle Hamvasa. Med izdani knjigami so tudi štiri Nobelove nagrajenke, Olga Thokarchuk, Herta Mueller, Wislava Shimborska, Doris Lessing; najboljše pesniške zbirke v Sloveniji (denimo Barbara Korun – Veronikinina nagrada idr.); filozofski avtorji, kot so npr. Tomaš Halik, J.L. Marion, pa Miklavž Ocepek, Dejan Aubreht, Goran Starčević idr.  
Zbirka ima od leta 2016 tudi monografsko podzbirko, ki jo založba izdaja skupaj z Univerzo v Torontu (Kierkegaard Circle, Trinity College) in Srednjeevropskim raziskovalnim inštitutom Soeren Kierkegaard v Ljubljani (SRISK). 
Člani uredništva so: Primož Repar, Jurij Hudolin, Alenka Koželj, Andrej Božič, Samo Krušič, Stanislava Chrobáková Repar, Katarina Majerhold, Janko Rožič, Bojan Velikonja, Martina Soldo, Zoran Triglav, Matjaž Bertoncelj, Jan Cvitković, Gašper Pirc. 

## Sodelovanje pri projektih
Del dejavnosti založbe Apokalipsa je od leta 2002 projekt Revija v reviji (Review within Review), ki sta ga ustanovila Primož Repar in Stanislava Chrobáková Repar. Gre za projekt, ki pomeni mreženje evropskih literarnih in literarno-humanističnih revij, festival Revija v reviji pa predstavlja mednarodno srečanje založnikov, urednikov in avtorjev tega projekta. Leta 2007 se je filozofska dejavnost nadgradila z Mednarodnim filozofskim simpozijem Miklavža Ocepka, ki od takrat poteka bienalno, od 2013 pa tudi vsakoletne mednarodne konference in filozofske delavnice »Kierkegaard« (skupaj s SRISK) v sodelovanju s Cankarjevim domom.

## Organizacija mednarodnih natečajev
Med leti 1998-2019 je revija založbe podeljevala nagrade za najboljši haiku svojega mednarodnega natečaja, ki so se ga udeleževali z vseh celin sveta. Nekaj let je gojila tudi natečaj haiku stripa, ki je izvirna zamisel Apokalipse.